# Образование в Грузии
Образование в Грузии (груз. განათლება საქართველოში) находится под управлением Министерства образования и науки Республики Грузия. Законодательство в сфере образования составляют Конституция Грузии, конституционное соглашение, международные договоры и соглашения, подзаконные акты.

## История

### Древний мир
В IV веке нашей эры на территории современной Грузии, в городе Фазис, близ современного Поти, была основана «Высшая риторическая школа» — Колхидская академия. Обучение здесь велось на грузинском и греческом языках. В академии изучались риторика, философия, физика, математика, логика.

### Средние века
В начале XI века Грузия стала централизованным государством, что сказалось на развитии ремёсел, торговли и культуры. Развитие культуры отразилось на развитии образования. Так, основанная в 1106 году царём Давидом IV Строителем Гелатская академия стала одним из крупнейших научно-просветительных центров Ближнего Востока. В академии работали такие мыслители, как Иоанэ Петрици и Иоанэ Шавшели. Они занимались переводами и создавали оригинальные произведения. В академии преподавались геометрия, арифметика, астрономия, философия, грамматика, риторика и музыка.
Влияние западноевропейской системы образования и Византии на школу средневековой Грузии было довольно сильным. Вместе с тем в школах использовались учебные пособия, в которых находили отражение национальные традиции, особенности истории, языка и культуры.

### XIX век
В 1804 году в Тбилиси открылось училище для благородных детей, которое в 1830 году было преобразовано в гимназию. Это была первая официальная светская школа, из которой вышли некоторые выдающиеся деятели новой грузинской культуры: Григол Орбелиани, Дмитрий Кипиани, Николоз Бараташвили. В 1850 году гимназия открылась в Кутаиси. В то время и при мужских, и при женских гимназиях существовали пансионы.
В 1830 году в семи уездах Грузии открылись светские начальные училища. Для подготовки священнослужителей царская власть создавала духовные училища. В 1817 году в Тбилиси была открыта духовная семинария. С 1818 года стали открываться духовные уездные и приходские училища. В семинарии принимались представители всех сословий.
В крупных населенных пунктах начали появляться частные школы, в которых учились дети из состоятельных семей. К 40-м годам действовало мало сельских школ для крестьянства, особенно в 3ападной Грузии. В 1860 году в Грузии было 145 учебных заведений всех видов, в которых числилось 7850 учащихся.

### XX век
В 1914—1915 годах на территории современной Грузии действовали 1765 общеобразовательных школ, из которых 1677 — начальных, с 157 100 учениками и 5858 преподавателями.
В начале века процент грамотности среди населения составлял 21,9 %. К 1927 этот показатель вырос до 47,5 %. Несмотря на действия государства, направленные на увеличение числа грамотных граждан, неграмотность среди взрослого населения всё ещё была высока.
В 1959 году Центральным комитетом КПСС и Советом министров СССР было принято постановление «О мерах по развитию школ-интернатов в 1959—1965 годах». Оно сыграло немалую роль в осуществлении закона о всеобщем обязательном обучении.
В 1961—1962 учебном году в ГССР работали 57 школ-интернатов, в них обучалось 15,8 тысячи воспитанников. В 4685 школах грузинской ССР в 1966 году обучалось более 927 тысяч детей и работало до 70 тысяч учителей, из которых примерно 75 % имело высшее образование.

## Современность

### Среднее образование
Начинается с шести лет. Имеет три уровня: начальная школа (6 лет), основная школа (3 года), средняя школа (3 года). По окончании основной школы школьники получают аттестат об основном образовании, а по окончании двенадцатого класса — аттестат о полном среднем образовании. Принята десятибалльная система оценок.
К обязательным предметам относятся химия, физика, биология, география, история, грузинский язык и литература, один из иностранных языков и математика.
Школами управляют попечительские советы, которые избирают директоров школ по представлению от Министерства образования и науки.
По данным на 2012 год, 92,1 % лиц в возрасте от 5 до 14 лет посещают учебные заведения. На каждого учителя приходятся 14—16 учеников. Зарплаты преподавателей зависят от их опыта и квалификации и примерно равны 137—200 долларам США.

### Среднее специальное образование
После 10 класса школы можно поступить на первый уровень среднего профессионального образования. Через три ступени к диплому о среднем профессиональном образовании выдаётся аттестат о полном среднем образовании профессиональной/технической средней школы, либо специализированной средней школы.

### Высшее образование
Высшее образование является платным. Для поступления в вуз требуется сдача Единого национального экзамена (ЕНЭ). Это экзамен по 4 предметам: логические навыки, грузинский язык и литература, иностранный язык и экзамен на выбор.
Существует 4 ступени высшего образования:
- Дипломированный специалист (бакалавр первой ступени)
- Бакалавр
- Магистр
- Докторант

Используется 100 % (балльная) и буквенная система оценки (от А до F).
Существуют три степени типа высшего образования: университет, магистратура и колледж.

## Язык обучения
Согласно грузинскому законодательству, в общеобразовательных учебных заведениях языком обучения является грузинский, а в неконтролируемой грузинской властью частично признанной Абхазии — абхазский и русский, а так же в неконтролируемом Цхинвальском регионе (Южная Осетия) на осетинский и русские имеются так же две грузинские школы. Граждане Грузии, для которых грузинский язык не является родным, имеют право получить образование на своём родном языке в соответствии с учебным планом. В специализированных школах, деятельность которых направлена на обучение детей с нарушениями слуха и зрения, применяются язык жестов и шрифт Брайля соответственно. В Грузии на том или ином уровне обучаются языки : русский, китайский, итальянский, немецкий, осетинский, иврит, езидский (курдский), чеченский, абхазский, украинский, греческий, турецкий, арабский, польский, испанский, азербайджанский.